# سوزان فالادون
سوزان فالادون (ولدت في 23 سبتمبر 1865وتوفيت في 7 أبريل 1938 م) هي رسامة فرنسية.